# Плац

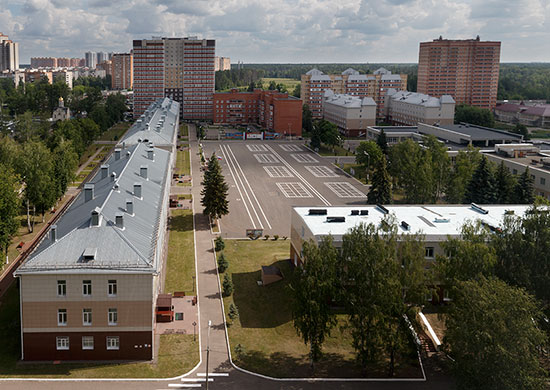
Корпус, казарми, плац.

Плац (нім. Platz — «майдан», від дав.-гр. πλατεία οδός — «широка вулиця» через фр. place — «місце», «майдан») чи Стройовий плац — великий рівний майданчик на території військової частини, навчального закладу (у тому числі і в цивільному освітньому закладі, де є військова кафедра чи вивчається початкова допризовна підготовка молоді), в місцях розміщення військ табором, як правило, з твердим покриттям (асфальт, бетон, бетонні плити), оформлений за правилами, зазначеними у стройовому статуті, призначений для заняття стройовою підготовкою, проведення стройових оглядів та інших загальних заходів військової частини чи навчального закладу (шикування для проведення святкових заходів, за сигналом «Збір», лінійка перед початком навчального року в школі, тощо)

## Призначення стройового плацу
Обладнання плацу призначене для
- Проведення стройової підготовки особового складу військової частини (курсантів, учнів чи студентів навчального закладу)
- Проведення стройового огляду; Стройовий огляд — це основний вид перевірки боєготовності особового складу, перевірки наявності і стану особового складу та штатного озброєння
- Проведення частини фізичної підготовки (комплекс вільних вправ для військовослужбовців)
- Проведення внутрішніх заходів щодо функціонування військової частини: розводу (загального шикування особового складу) розводу особового складу перед прийомом їжі, розводу наряду і варт (шикування і перевірка варти та добового наряду, які заступають на чергування);
- Проведення урочистих шикувань і парадів.

## Вимоги стройового статуту щодо обладнання плацу
На стройовому плацу повинні бути передбачені (визначені на місцевості) наступні місця та елементи
- 1 — стройовий майданчик;
- 2- стенди із малюнками зі Стройового статуту;
- 3- дзеркало;
- 4- місця для лінійних;
- 5 — трибуна;
- 6 — лінія для шикування;
- 7 — флагшток;
- 8 — майданчик для відпрацювання дій біля машин і на машинах;
- 9 — місця для чищення взуття та куріння.

При цьому стройовий статут визначає
- Стройовий плац військової частини призначений для проведення: занять із стройової підготовки; змагань за найкращий підрозділ із стройової підготовки; ранкової фізичної зарядки; загальних батальйонних і полкових вечірніх перевірок; розводів варт, перевірки команд, нарядів від частин, а також особового складу, який звільняється із розташування частини; мітингів та військових ритуалів.
- Стройові майданчики розміром 8×16 м підготовляються рівномірно на всьому майданчику палацу. Крім стройових майданчиків, на плацу виділяється смуга для проходження підрозділів урочистим маршем.
- Лінія проходження правофлангових наноситься на відстані 5-8 м від трибуни, на один крок від неї позначаються місця для лінійних на 10-15 м один від одного.
- Усі лінії на плацу наносяться білою фарбою (розведеним вапном).
- Кожний стройовий плац повинен бути добре освітлений і радіофікований для занять в темну пору доби і проведення заходів.